# Ghada Amer
Ghada Amer (ur. 1963 w Kairze) – egipska malarka, rzeźbiarka i autorka instalacji. Jedna z najbardziej znanych artystek posługujących się techniką haftu. Autorka m.in. haftu na płótnie The Dance (2004), projektów ogrodów Happily Ever After (2005) i Love (1999).

## Życiorys
Rodzina artystki mieszkała w Egipcie, Libii, Maroku i (od 1974 roku) we Francji. Wykształcenie artystyczne zdobyła na École des Beaux-Arts w Nicei, Institut des Hautes Études en Arts Plastiques w Paryżu oraz Museum of Fine Arts w Bostonie. Od 1996 roku Amer mieszka w Stanach Zjednoczonych, gdzie współpracowała m.in. z University of North Carolina at Chapel Hill i Art Institute of Chicago. Obecnie artystka mieszka i pracuje w Nowym Jorku.
Wystawy indywidualne Amer odbyły się m.in. w Centro Andaluz de Arte Contemporáneo w Sewilli (1999), Centre Culturel Contemporain w Tours (2000), Muzeum Sztuki Tel Awiwu (2000), Indianapolis Museum of Art (2003) i Goodman Gallery w Johannesburgu (2011).

## Sztuka
Podstawowym sposobem tworzenia Amer jest haftowanie – artystka umieszcza hafty na obrazach i rzeźbach, a także używa ich jako części instalacji. W jej pracach pojawiają się obrazy kobiet doznających rozkoszy, zaczerpnięte niekiedy z materiałów pornograficznych. Do swoich prac włącza także tekst, np. projekt Private Rooms wykorzystywał francuskie tłumaczenie Koranu. Twórczość Amer poświęcona jest m.in. tematyce feministycznej, dotyczącej stereotypów płciowych oraz ról kobiet w społeczeństwach zachodnich i wschodnich, a także tematom związanym z różnicami kulturowymi i konfliktem wynikającym ze zderzenia kultury Wschodu i Zachodu.
Jej sztuka jest krytykowana w społecznościach muzułmańskich, m.in. za ukazywanie kobiecej nagości.